# Barranco de Castellfollit
El barranco de Castellfollit es un curso de agua que se encuentra dentro del Paraje Natural de Interés Nacional (PNIN) de Poblet, en la comarca de Cuenca de Barberá, en Cataluña.
Se forma a unos 750 m de altitud de la unión de diversos barrancos que bajan de la sierra del Bosc, en las montañas de Prades, y que se juntan en el llano de l'Óssa. Durante su recorrido, principalmente en dirección norte, recoge las aguas de otros barrancos, como el dels Teixos o el de l'Argentada, y, después de atravesar la carretera T-700 (Poblet - Prades) desemboca en el río Sec, afluente del Francolí, a unos 480 m de altitud.
El lecho del Castellfollit, que lleva agua durante todo el año, quedó muy estropeado en las inundaciones de octubre de 1994.